# Ашвамедхикапарва

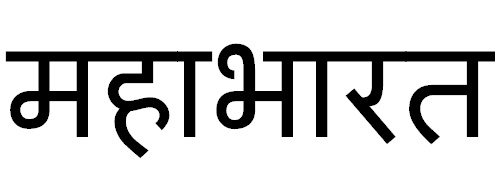
Махабха́рата

Ашвамедхикапарва (санскр.  आश्वमेधिकपर्व , «Книга о жертвоприношении коня») — четырнадцатая книга «Махабхараты», состоит из 2,7 тыс. двустиший (96 глав по критическому изданию в Пуне). «Ашвамедхикапарва» повествует об объединении древнеиндийских княжеств под началом Пандавов в ходе выполнения древнеиндийского ритуала ашвамедха после того, как они одержали победу над Кауравами в битве на Курукшетре. «Ашвамедхикапарва» включает один из важнейших философских текстов Махабхараты — Анугиту, которая представляет собой продолжение Бхагавадгиты.

## Сюжет

### Главы 1—15
Вайшампаяна продолжает рассказывать Джанамеджае о судьбе Пандавов. Юдхиштхира, поднявшись из воды на берег Ганги вслед за совершившим возлияния воды для покойного у Бхишмы Дхритараштрой, в смятении чувств падает на землю. Пандавы собираются вокруг него, а Дхритараштра и Кришна, обратившись с ободряющими речами, призывают Юдхиштхиру продолжать нести царское бремя. Владыка Пандавов в ответ выражает намерение уйти в отшельнический лес и просит Кришну дать на это согласие. Вьяса порицает Юдхиштхиру за нарушение велений смрити и предлагает очиститься от греха совершением жертвоприношений раджасуя, ашвамедха, сарвамедха и нарамедха. Тот соглашается, но сетует на отсутствие необходимых для жертвоприношения богатств, поскольку казна оказалась пустой в результате разорительной войны. Вьяса предлагает воспользоваться сокровищем, оставленном брахманами в Гималаях при жертвоприношении царя по имени Марутта, а затем по просьбе Юдхиштхиры рассказывает предание о жившем во времена Крита-юги Марутте.
После завершения рассказа Вьясы, к опечаленному Юдхиштхире со словами утешения подходит Кришна. Он говорит, что Юдхиштхира — главный враг самого себя, и излагает сказание о победе Индры в битве с Вритрой. Затем Кришна, выполняя роль психотерапевта, говорит, что болезни тела и сознания взаимообусловлены. Признаком здоровья служит равновесие трёх качеств психики: саттвы, раджаса и тамаса. Если одно из них преобладает, необходимо медицинское вмешательство. Юдхиштхире, победившему Кауравов, предстоит иная битва в одиночку, где единственным его оружием будет сознание (манас). Высшей цели можно достичь, лишь отринув всё телесное и избавившись от чувства собственности. Понимание того, что исконная природа внешних и внутренних врагов иллюзорна, избавляет от великой напасти. Кришна завершает свой монолог призывом совершить богатые жертвоприношения с обильными дарениями брахманам.
После того, как друзьям и родственникам удаётся успокоить Юдхиштхиру, он совершает заупокойные обряды для павших и продолжает вместе с братьями править землёю. Кришна и Арджуна, преисполнившись ликования, предаются веселью в рощах, в горах, в прудах и реках. Затем они прибывают в Индрапрастху, где повествуют друг другу во дворце собраний всевозможные истории о битвах и о своих бедствиях. Наконец Кришна выражает намерение вернуться к сыновьям в Двараку и предлагает Арджуне попросить на это позволения у Юдхиштхиры. Арджуна через силу соглашается.

### Анугита (главы 16—50)
Вайшампаяна по просьбе Джанамеджаи рассказывает о философской беседе Кришны и Арджуны, состоявшейся во дворце собраний в Индрапрастхе.

### Главы 51—96
Кришна с Арджуной отправляются на колеснице в Город слона. Явившись в покои Дхритараштры, они выражают почтение ему и всем присутствующим родственникам. По прошествии ночи Кришна и Арджуна предстают перед Юдхиштхирой и объясняют цель своего визита. Царь Пандавов даёт согласие на отбытие Кришны в Двараку, и тот покидает на колеснице Город слона вместе с Субхадрой. Следуя по ровным пустынным местам, Кришна встречает отшельника Уттанку, который интересуется, сбылись ли надежды на установление нерушимых добрых братских отношений между Пандавами и Кауравами. Узнав, что почти все Пандавы и Кауравы истребили друг друга в битве, Уттанка в ярости хочет проклясть Кришну за то, что тот не спас своих родичей.
Кришна в ответ объявляет, что он — сущее, а также совокупность сущего и не-сущего, что есть вселенная, и то, что над сущим и не-сущим. Он же — исток и конец сущего, творец и губитель, явленный во множестве форм, Вишну, Брахма и Шакра. Ради утверждения дхармы он перемещается из лона в лоно во всех мирах, и ослушавшиеся его Кауравы после смерти отправились на небеса, а Пандавы обрели славу. Уттанка говорит, что гнев его оставил, и он желает лицезреть облик Ишвары. Кришна из благосклонности к отшельнику являет ему Вишварупу, узрев которую, Уттанка просит сокрыть сей высочайший нетленный облик. Кришна предлагает собеседнику выбрать себе дар, и тот высказывает пожелание, чтобы вода появилась там, где захочется. Кришна говорит, что для этого будет достаточно мысленно обратиться к нему, а затем отправляется в Двараку.
Однажды мучимый жаждой Уттанка, бродя по пустыне, воспользовался даром Кришны. После этого он увидел в окружении стаи собак страшного и грязного чандалу, из нижней части туловища которого лился мощный поток воды. Чандала с насмешкой предложил Уттанке принять от него воду, но тот лишь осыпал проклятьями Кришну. Повторив несколько раз своё предложение и всякий раз получив отказ Уттанки, чандала вместе с собаками исчез. Вскоре Уттанка понял, что Кришна таким образом смущал его дух, после чего встретившийся ему Кришна подтвердил это, а затем удовлетворил желание Уттанки иным способом — произвольным вызовом водоносных туч над пустыней всякий раз, когда Уттанка почувствует жажду.
Вайшампаяна по просьбе Джанамеджаи рассказывает, каким образом Уттанка обрёл великую мощь подвижничества, давшую ему смелость обрушить проклятие на Вишну, и продолжает основное повествование.
По прибытии в Двараку Кришна высказывает почтение встречающим его горожанам и, отдохнув, в присутствии матери отвечает на вопросы своего отца Васудевы о битве на Курукшетре. В ходе подробного изложения он умалчивает о гибели Абхиманью, и Субхадра побуждает его рассказать об этом. Кришна описывает геройскую смерть Абхиманью в бою и призывает отца не предаваться душою скорби. Преодолев страдание, Васудева вместе с сыном исполняет поминальный обряд.
Пандавы продолжают тосковать по Абхиманью, а его беременная вдова Уттара много дней не прикасается к еде. Прознав об этом сверхъестественным путём, к ним является Вьяса и обещает Уттаре, что у неё родится сын. Юдхиштхире он велит совершить ашвамедху, после чего скрывается из вида. Пандавы созывают рать и выступают в поход к сокровищнице Марутты. Достигнув места, они предаются посту в течение ночи, а наутро совершают жертвенные подношения богам и раскапывают сокровищницу. Погрузив несметные богатства, Пандавы возвращаются в Город слона.
Кришна прибывает в Хастинапур раньше их, чтобы принять участие в ашвамедхе. Уттара производит на свет мертворождённого сына Парикшита, что вызывает всеобщую скорбь. Кришна возвращает его к жизни, за что удостаивается хвалы и славословий от бхаратов и их жён. Когда Парикшиту исполняется месяц от роду, в город являются Пандавы. Спустя несколько дней в Хастинапур приходит Вьяса, даёт согласие на ашвамедху и поручает Арджуне сопровождать жертвенного коня.
Выпущенный на волю конь следует с севера на восток, а охраняющий его Арджуна покоряет множество встреченных на пути царей-ариев, млеччхов и киратов. В ходе странствия он едва не погибает от руки собственного сына Бабхруваханы, вступившего с ним в поединок, но чудесным образом исцеляется и приглашает Бабхрувахану на ашвамедху. За месяц до ашвамедхи конь возвращается в Город слона. В назначенный срок Пандавы совершают пышное жертвоприношение коня, сопровождаемое обильным угощением многочисленных гостей и раздачей богатых даров брахманам, кшатриям, вайшьям, шудрам и некоторым родам млеччхов.
Во время жертвоприношения из норы появляется мангуст с золотым боком и, исторгнув подобный грому клич, говорит человеческим голосом, что это жертвоприношение не стоит и горстки муки щедрого жителя Курукшетры. Изумлённые брахманы спрашивают его, в чём дело, и мангуст рассказывает историю о подвижнике, который отдал свою последнюю еду явившемуся гостю и за то вместе с семьёй отправился на небеса. Частички этой еды попали на мангуста, отчего половина его тела сделалась золотой. Закончив рассказ, мангуст исчезает. Вайшампаяна объясняет, что мангуст — это воплотившийся Кродха (гнев), который однажды был проклят праотцами за осквернение жертвенного молока и получил освобождение от проклятия благодаря жертвоприношению Юдхиштхиры.